# Orlové práva
Orlové práva, anglicky Legal Eagles, je americká romanticko-kriminální filmová komedie z roku 1986 režiséra Ivana Reitmana s Robertem Redfordem a Debrou Wingerovou v hlavní roli. Další významnou roli vytvořila Daryl Hannahová. Snímek pojednává o napínavém vyšetřování spletitého kriminálního případu padělání uměleckých děl, spojeného s vraždami a krádežemi obrazů.
Chelsey Deardonová (Daryl Hannahová) je dcera slavného malíře, která se pokouší ukrást z galerie obraz, který ji kdysi její otec v době jejího dětství osobně věnoval a který zmizel při požáru jejich domu, při kterém tragicky zahynul i její otec. Při této své kriminální akci je přistižena a zatčena. Její obhájkyní je mladá a energická nekonvenční právnička Laura Kelly (Debra Wingerová), které pomáhá bývalý renomovaný prokurátor Tom Logan (Robert Redford).

## Hrají
- Robert Redford – Tom Logan
- Debra Winger – Laura Kelly
- Daryl Hannah – Chelsea Deardon
- Brian Dennehy – Cavanaugh
- Terence Stamp – Victor Taft
- Christine Baranski – Carol Freeman
- Roscoe Lee Browne – Judge Dawkins
- David Clennon – Blanchard
- Robert Curtis Brown – Roger
- Grant Heslov – Usher

## Zajímavost
Film existuje ve dvou různých verzích, které se od sebe liší zakončením celého příběhu. V prvním případě je Daryl Hannahová soudem uznána zcela nevinnou a osvobozena úplně, ve druhém případě ji soud uzná vinnou pouze z jedné vraždy. V českých televizích a posléze i na DVD byl film uváděn v happyendovém stylu v první šťastnější verzi.